# カール・ランクル
カール・ランクル（Karl Rankl、1898年10月1日 - 1968年9月6日）は、オーストリア出身のイギリスの指揮者。

## 経歴
ウィーン近郊ガーデンの農家の14人目の子として生まれる。1918年からウィーンでシェーンベルクやウェーベルンらに個人的に師事。
1924年にウィーン・フォルクスオーパー、1925年にリベレッツ、1927年にケーニヒスベルクの指揮者を務めた後、1928年から1931年までベルリンのクロルオーパーでクレンペラーのアシスタントを務め、クレンペラーと共に現代音楽を擁護した。1931年から翌年までヴィースバーデン歌劇場、1932年から1937年までグラーツ歌劇場で指揮者として活動した後、1937年にプラハ・ドイツ歌劇場の指揮者となった。プラハでは1938年にクルシェネクの歌劇《カール五世》を初演したが、1939年に第二次世界大戦の勃発を受けて、イギリスに渡った。
1946年にコヴェントガーデン王立歌劇場の音楽監督となるが、1950年のワーグナーの《指環》の公演ではアンサンブルや演出をうまくまとめられないと見做され、1951年に辞任した。1952年から1957年までスコティッシュ・ナショナル管弦楽団の首席指揮者を務め、1958年から1961年までオーストラリアのエリザベス・オペラ・トラストの音楽監督を務めた。
ザルツブルク近郊ザンクト・ギルゲンにて死去。作曲家としてもオペラや交響曲などがあるが、いずれも出版されていない。